# (603) Тимандра
(603) Тимандра (лат. Timandra, др.-греч. Τιμάνδρα) — астероид главного пояса, который был открыт 20 сентября 1906 года американским астрономом Джоэлом Меткалфом в американском городе Таунтон (штат Массачусетс, США) и назван в честь Тимандры, одного из персонажей древнегреческой мифологии.

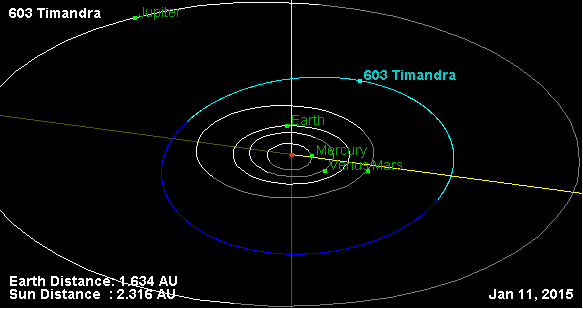
Орбита астероида Тимандра и его положение в Солнечной системе

Фотометрические наблюдения, проведённые в 2010 году в обсерватории Organ Mesa, позволили получить кривые блеска этого тела, из которых следовало, что период вращения астероида вокруг своей оси равняется 41,79 ± 0,02 часам, с изменением блеска по мере вращения более чем на 0,10 ± 0,02 m.